# Весенненский сельсовет
Весенненский сельсовет — сельское поселение в Усть-Абаканском районе Хакасии.
Административный центр — село Весеннее.

## История
Статус и границы сельского поселения установлены Законом Республики Хакасия от 15 октября 2004 года № 73 «Об утверждении границ муниципальных образований Таштыпского района и наделении их соответственно статусом муниципального района, сельского поселения»

## Население
| 2002 | 2010 | 2012 | 2013 | 2014 | 2015 | 2016 |
| ---- | ---- | ---- | ---- | ---- | ---- | ---- |
| 1426 | ↘888 | ↘842 | ↘773 | ↘731 | ↘713 | ↘689 |
| 2017 | 2018 | 2019 | 2020 | 2021 |      |      |
| ↘664 | ↘647 | ↘616 | ↘599 | ↗724 |      |      |

## Состав сельского поселения
В состав сельского поселения входят 4 населённых пункта:
| № | Населённый пункт | Тип населённого пункта       | Население |
| - | ---------------- | ---------------------------- | --------- |
| 1 | Весеннее         | село, административный центр | ↘725      |
| 2 | Камызяк          | деревня                      | ↘11       |
| 3 | Камышовая        | деревня                      | ↘8        |
| 4 | Капчалы          | деревня                      | ↘144      |

## Местное самоуправление
Администрация
с. Весеннее, Мира,  18
Глава администрации
- Иванов Владимир Владимирович